# Revue française d'économie
La Revue française d'économie est une revue académique française créée en 1986 publiée avec le concours du Centre national de la recherche scientifique.